# Maude Charron
Maude G. Charron, född 28 april 1993, är en kanadensisk tyngdlyftare.

## Karriär
I juli 2021 vid OS i Tokyo tog Charron guld i 64-kilosklassen efter att ha lyft totalt 236 kg.
Vid olympiska sommarspelen 2024 i Paris tog Charron silver i 59 kg-klassen.